# معاهدة سرية
المعاهدة السرية هي اتفاقية دولية اتفق فيها الطرفان المتعاقدان، سواء في بنود المعاهدة أو بشكل منفصل، على إخفاء وجودها أو على الأقل مضمونها عن الدول الأخرى وعن الجمهور. ووفقا لمجموعة واحدة من المعاهدات السرية المنشورة في عام 2004، كان هناك 593 معاهدة سرية تفاوضت عليها 110 دولة وكيان سياسي مستقل منذ عام 1521. وقد كانت المعاهدات السرية أداة مركزية لما يعرف بدبلوماسية ميزان القوى في القرنين الثامن عشر والتاسع عشر، لكنها نادرة في العصر الحالي.

## التاريخ
يشار عادةً إلى "أنظمة التحالف المعقدة" بين القوى الأوروبية، "التي تم تأمين كل منها بشبكة من المعاهدات السرية والترتيبات المالية و" التفاهمات العسكرية "، باعتبارها أحد أسباب الحرب العالمية الأولى. على سبيل المثال، كانت معاهدة إعادة التأمين في يونيو 1887 بين الإمبراطورية الألمانية والإمبراطورية الروسية (التي تفاوض عليها المستشار الألماني أوتو فون بسمارك من أجل تجنب ألمانيا الدخول في حرب على جبهتين)، "معاهدة سرية للغاية" تعهدت القوتان لفترة ثلاث سنوات بالبقاء على الحياد في حالة تورط الطرف الآخر في حرب مع دولة ثالثة، إلا إذا هاجمت ألمانيا حليف روسيا منذ فترة طويلة فرنسا أو روسيا هاجمت النمسا حليفة ألمانيا منذ فترة طويلة.
استمر استخدام «الاتفاقات والتعهدات السرية بين عدة حلفاء أو بين دولة وأخرى» طوال الحرب العالمية الأولى؛ وكان بعضهم غير متناسق بشكل غير قابل للتوفيق، «تاركين إرثًا مريرًا من النزاع» في نهاية الحرب. بعض المعاهدات السرية الهامة في هذا العصر تشمل المعاهدة التي أبرمها سرا التحالف العثماني الألماني، المبرمة في القسطنطينية في 2 أغسطس 1914. تنص هذه المعاهدة على أن تظل ألمانيا وتركيا محايدة في النزاع بين النمسا والمجر وصربيا، ولكن إذا تدخلت روسيا «باجراءات عسكرية»، فسيصبح البلدان حليفين عسكريين. معاهدة سرية أخرى مهمة هي معاهدة لندن، المبرمة في 26 أبريل 1915، والتي وعدت فيها إيطاليا ببعض التنازلات الإقليمية مقابل الانضمام إلى الحرب على جانب الوفاق الثلاثي (الحلفاء). معاهدة سرية أخرى هي معاهدة بوخارست، المبرمة بين رومانيا وقوى الوفاق الثلاثي (بريطانيا وفرنسا وإيطاليا وروسيا) في 17 أغسطس 1916 ؛ بموجب هذه المعاهدة، تعهدت رومانيا بمهاجمة النمسا والمجر وعدم السعي لتحقيق سلام منفصل مقابل بعض المكاسب الإقليمية. تنص المادة 16 من تلك المعاهدة على أن «الترتيب الحالي سيكون سراً».

## الجهود المبكرة للإصلاح

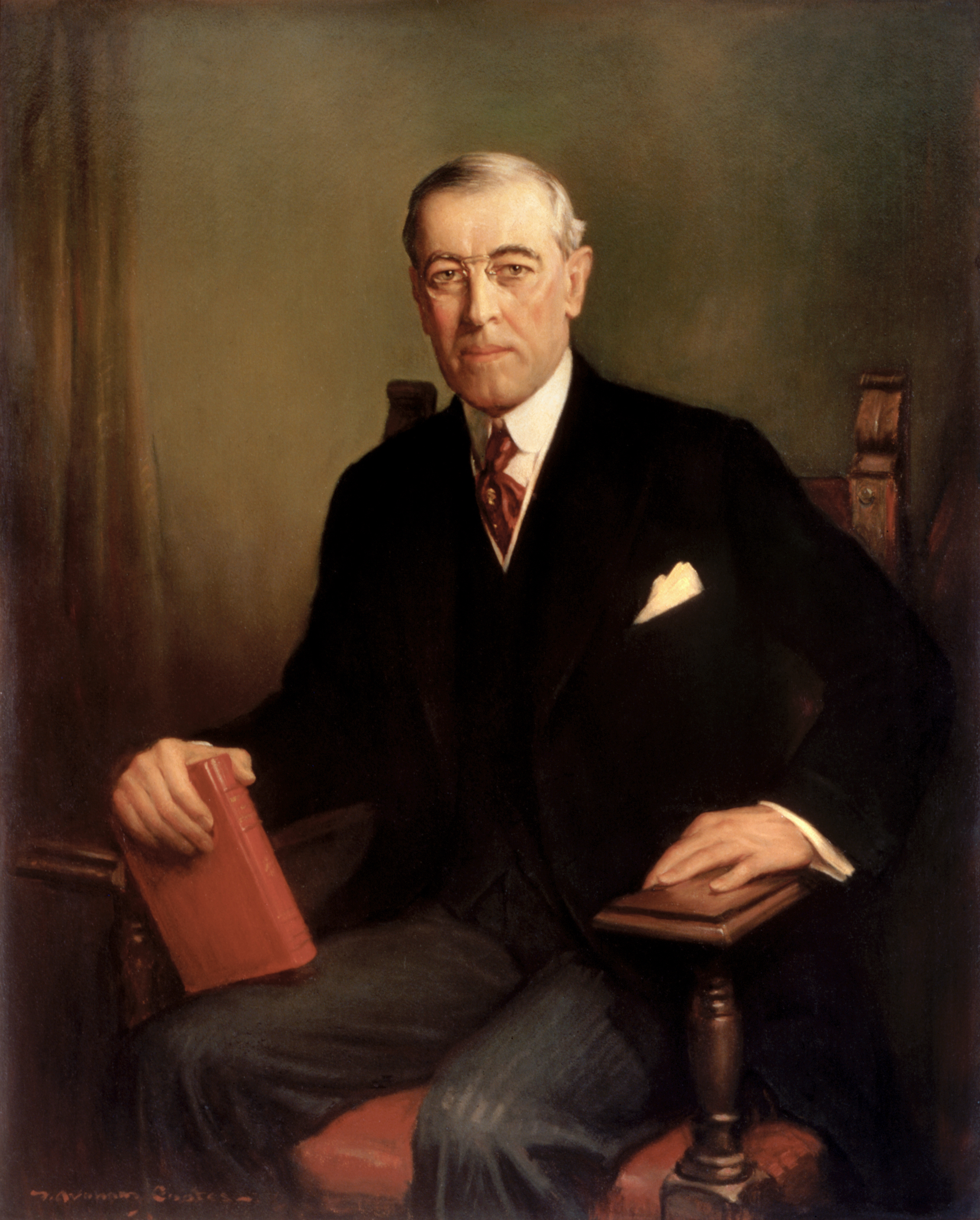
كان الرئيس وودرو ويلسون ، رئيس الولايات المتحدة، معارضًا للدبلوماسية السرية.

بعد اندلاع الحرب العالمية الأولى، طالب الرأي العام في العديد من البلدان بمزيد من الدبلوماسية المفتوحة. وبعد انذلاع ثورة أكتوبر التي جلبت البلاشفة إلى رأس السلطة في روسيا في نوفمبر 1917، نشر ليون تروتسكي المعاهدات السرية التي أبرمتها الحكومة القيصرية مع قوى الوفاق، بما في ذلك معاهدة لندن واتفاق القسطنطينية. واقترح إلغاء الدبلوماسية السرية. تسببت هذه الخطوة في إحراج دولي و «رد فعل قوي ومستمر ضد الدبلوماسية السرية».
كان الرئيس الأمريكي وودرو ويلسون معارضًا للدبلوماسية السرية، واعتبرها تهديدًا للسلام. وجعل إلغاء الدبلوماسية السرية النقطة الأولى في نقاطه الأربعة عشر (المنصوص عليها في خطابه أمام الكونجرس في 8 يناير 1918، بعد أن دخلت الولايات المتحدة الحرب). لقد فصل ويلسون الولايات المتحدة عن التزامات الحلفاء السرية السابقة وسعى إلى إلغائها إلى الأبد بمجرد انتصار الحرب. استندت النقاط الأربعة عشر إلى مسودة ورقة أعدها والتر ليبمان وزملاؤه حول لجنة التحقيق، وأشعييا بومان، وسيدني ميزز، وديفيد هانتر ميلر. كانت مسودة ليبمان ردًا مباشرًا على المعاهدات السرية، والتي عرضها ليبمان من قبل وزير الحرب نيوتن بيكر. كانت مهمة ليبمان هي «أخذ المعاهدات السرية، وتحليل الأجزاء التي كانت مقبولة، وفصلها عن تلك التي اعتبرناها غير محتملة، ثم تطوير موقف تنازل عن الحلفاء قدر الإمكان، لكنه أخذ السم. . . . كان كل ذلك مرتبطا بالمعاهدات السرية. هذا ما قرر ما ذهب إلى أربعة عشر نقطة.» 
كرر ويلسون نقاطه الأربعة عشر في مؤتمر فرساي للسلام، حيث اقترح التزاما بـ «العهود المفتوحة... التي تم التوصل إليها علنا» والقضاء على «التفاهمات الدولية الخاصة من أي نوع [بحيث] يجب أن تستمر الدبلوماسية صريحة وتحت نظر الرأي العام.»  تم تدوين موقف ويلسونيان في المادة 18 من ميثاق عصبة الأمم، التي تقضي بأن تسجل جميع الدول الأعضاء في عصبة الأمم كل معاهدة أو اتفاق دولي مع أمانة العصبة، وبأنه لا توجد معاهدة ملزمة ما لم يتم تسجيلها. وقد أدى ذلك إلى ظهور نظام تسجيل المعاهدات وعلى الرغم من أنه لم يتم تسجيل كل المعاهدات 

### عهد عصبة الأمم
ومن المفارقات أن إحدى المعاهدات السرية الرئيسية في فترة ما بين الحربين العالميتين حدثت في فترة عصبة الأمم. ففي عام 1935، كانت إيطاليا الفاشية مصممة على ضم الحبشة (إثيوبيا) وحاولت العصبة التوسط بين البلدين دون نجاح يذكر. وفي أكتوبر من نفس العام وضع وزير الخارجية البريطاني صمويل هوار خطة سرية مع رئيس الوزراء الفرنسي بيير لافال للتخلي عن معظم أراضي الحبشة لموسوليني. بعد ذلك بشهرين، تسربت أنباء عن حلف هواري لافال، وتم إجبار السياسيين على الخروج من السلطة وسط غضب شعبي. كان المخطط مبنيًا على معاهدة سرية عام 1906 التي أقامت إثيوبيا بين القوى الأوروبية دون علمها. الحلقة تضررت بشدة سمعة الدوري.
كان أحد المعاهدات السرية الأكثر شهرة في التاريخ هو البروتوكول الإضافي السري لميثاق مولوتوف-ريبنتروب في 23 أغسطس 1939 بين الاتحاد السوفيتي وألمانيا النازية، والذي تفاوض عليه وزير الخارجية السوفياتي فياتشيسلاف مولوتوف ووزير الخارجية الألماني يواكيم فون ريبنتروب. كانت الاتفاقية نفسها، وهي اتفاقية عدم اعتراض مدتها عشر سنوات، علنية، لكن البروتوكول السري الإضافي (الذي حل محله بروتوكول سري مشابه لاحق، معاهدة الحدود الألمانية السوفيتية، الشهر المقبل)، أدى إلى ظهور مناطق نفوذ في أوروبا الشرقية بين ألمانيا النازية والاتحاد السوفيتي، ووضع فنلندا وإستونيا ولاتفيا بيسارابيا (جزء من رومانيا)، وشرق بولندا في دائرة النفوذ السوفيتي، وغرب بولندا وليتوانيا ضمن مناطق النفوذ الألماني. لم يتم الكشف عن وجود البروتوكول السري حتى عام 1989 ؛ عندما أصبح عامًا، تسبب بموجة غضب في دول البلطيق.
كانت اتفاقية النسب المئوية بمثابة اتفاقية سرية بين رئيس الوزراء السوفيتي جوزيف ستالين ورئيس الوزراء البريطاني وينستون تشرشل خلال مؤتمر موسكو الرابع في أكتوبر 1944 ، حول كيفية تقسيم مختلف الدول الأوروبية بين مجالات نفوذ الزعيم. تم نشر الاتفاقية رسميًا بواسطة تشرشل بعد اثني عشر عامًا في المجلد الأخير من مذكراته عن الحرب العالمية الثانية.

## الانخفاض في العصر الحديث
بعد الحرب العالمية الثانية، استمر نظام التسجيل الذي بدأ مع عصبة الأمم من خلال الأمم المتحدة. تنص المادة 102 من ميثاق الأمم المتحدة، استناداً إلى المادة 18 من ميثاق عصبة الأمم، على ما يلي:
(1) كل معاهدة وكل اتفاق دولي يبرمه أي عضو في الأمم المتحدة بعد دخول هذا الميثاق حيز التنفيذ، يجب تسجيله في أقرب وقت ممكن لدى الأمانة وينشر من قبها.
(2) لا يجوز لأي طرف في أي معاهدة أو اتفاق دولي لم يتم تسجيله وفقًا لأحكام الفقرة 1 من هذه المادة أن يحتج بتلك المعاهدة أو الاتفاق أمام أي جهاز من أجهزة الأمم المتحدة. 
وبالمثل، تطلب المادة 80 من اتفاقية فيينا لقانون المعاهدات (التي دخلت حيز النفاذ في عام 1980) من طرف في الاتفاقية تسجيل أي معاهدة تكون طرفاً فيها بمجرد دخول المعاهدة حيز النفاذ. ومع ذلك، لم تحتفظ المادة 102 من ميثاق الأمم المتحدة ولا المادة 80 من اتفاقية فيينا لقانون المعاهدات بالجزء الأخير من المادة 18 من ميثاق عصبة الأمم. وبالتالي، يعد عدم تسجيل المعاهدة «في أسرع وقت ممكن» انتهاكًا للميثاق والاتفاقية، ولكنه لا يجعل المعاهدة غير صالحة أو غير فعالة.
على مر السنين، طورت الأمم المتحدة نظامًا موسعًا لتسجيل المعاهدات، تم تفصيله في مرجع ممارساتها ودليل المعاهدات. من ديسمبر 1946 إلى يوليو 2013، سجلت الأمانة العامة للأمم المتحدة أكثر من 200,000 معاهدة منشورة في سلسلة معاهدات الأمم المتحدة عملاً بالمادة 102 من ميثاق الأمم المتحدة. ومع ذلك، «إلي هذا اليوم لم يتم تسجيل عدد كبير من المعاهدات، ويرجع ذلك أساسا لأسباب عملية، مثل الميثاق الإداري أو المؤقت لبعض المعاهدات.»  المعاهدات غير المسجلة ليست بالضرورة سرية، حيث يتم نشر هذه المعاهدات في أماكن أخرى.
ومع ذلك، لا تزال بعض المعاهدات السرية الحقيقية موجودة، في الغالب في سياق اتفاقات إنشاء قواعد عسكرية أجنبية. على سبيل المثال، بعد معاهدة الأمن لعام 1960 بين الولايات المتحدة واليابان، دخلت الدولتان في ثلاث اتفاقيات (وفقًا للجنة الخبراء التي عقدتها وزارة الخارجية اليابانية) يمكن تعريفها على أنها معاهدات سرية، على الأقل بالمعنى الواسع. تضمنت هذه الاتفاقيات عبور وتخزين الأسلحة النووية من قبل القوات الأمريكية في اليابان على الرغم من سياسة اليابان الرسمية للأسلحة غير النووية. قبل إصدارها العلني في عام 2010، كانت الحكومة اليابانية قد ذهبت إلى حد إدانة الصحفي نيشياما تاكيتشي، الذي حاول فضح معاهدة واحدة، للتجسس. كانت عملية كوندور معاهدة سرية بين الولايات المتحدة وخمس دول في أمريكا الجنوبية لتنسيق مكافحة التمرد و «الحرب القذرة» ضد المتمردين الشيوعيين وغيرهم من اليساريين في أمريكا اللاتينية.
وفقًا لتعليق دورر وشمالينباخ حول اتفاقية فيينا لقانون المعاهدات، «الحقيقة أن المعاهدات السرية اليوم لا تلعب دورًا أساسيًا وهي أقل نتيجة للمادة 102 من ميثاق الأمم المتحدة».